# Таллагассі (Оклахома)
Таллагассі (англ. Tullahassee) — місто (англ. town) в США, в окрузі Вагонер штату Оклахома. Населення — 83 особи (2020).

## Географія
Таллагассі розташоване за координатами 35°50′31″ пн. ш. 95°26′19″ зх. д. / 35.84194° пн. ш. 95.43861° зх. д. (35.841830, -95.438690). За даними Бюро перепису населення США в 2010 році місто мало площу 1,56 км², уся площа — суходіл.

## Демографія
Згідно з переписом 2010 року, у місті мешкало 106 осіб у 38 домогосподарствах у складі 28 родин. Густота населення становила 68 осіб/км². Було 53 помешкання (34/км²).
Расовий склад населення:
| - 63,2 % — чорних або афроамериканців - 21,7 % — білих - 8,5 % — корінних американців |

До двох чи більше рас належало 6,6 %. Частка іспаномовних становила 0,0 % від усіх жителів.
За віковим діапазоном населення розподілялося таким чином: 24,5 % — особи молодші 18 років, 59,5 % — особи у віці 18—64 років, 16,0 % — особи у віці 65 років та старші. Медіана віку мешканця становила 42,8 року. На 100 осіб жіночої статі у місті припадало 125,5 чоловіків; на 100 жінок у віці від 18 років та старших — 105,1 чоловіків також старших 18 років.
Середній дохід на одне домашнє господарство становив 29 886 доларів США (медіана — 33 242), а середній дохід на одну сім'ю — 33 998 доларів (медіана — 33 672). Медіана доходів становила 30 000 доларів для чоловіків та 6439 доларів для жінок. За межею бідності перебувало 77,3 % осіб, у тому числі 74,1 % дітей у віці до 18 років та 27,8 % осіб у віці 65 років та старших.
Цивільне працевлаштоване населення становило 179 осіб. Основні галузі зайнятості: виробництво — 29,1 %, роздрібна торгівля — 25,1 %, освіта, охорона здоров'я та соціальна допомога — 25,1 %.

## Уродженці
- Еліс Мері Робертсон (1854—1931) — американський педагог, соціальний працівник, державний службовець і політик, яка стала другою жінкою, яка була представлена в Конгресі США.